# ステッツァーノ
ステッツァーノ（伊: Stezzano  ( 音声ファイル)）は、イタリア共和国ロンバルディア州ベルガモ県にある、人口約1万3000人の基礎自治体（コムーネ）。

## 地理

### 位置・広がり
ベルガモ県のコムーネ。県都ベルガモから南南西へ5km、州都ミラノから東北東へ42kmの距離にある。

#### 隣接コムーネ
隣接するコムーネは以下の通り。
- アッツァーノ・サン・パオロ
- ベルガモ
- コムーン・ヌオーヴォ
- ダルミネ
- ラッリオ
- レヴァーテ
- ザーニカ

### 地震分類
イタリアの地震リスク階級 (it) では、3 に分類される
。